# Mount Gleadell
Mount Gleadell ist ein 560 m hoher, kegelförmiger und eisfreier Berg im ostantarktischen Enderbyland. Er ist die höchste Erhebung an der Ostseite der Amundsenbucht nördlich der Insel Observation Island.
Teilnehmer einer Mannschaft der Australian National Antarctic Research Expeditions unter der Leitung des deutsch-australischen Geologen Peter Wolfgang Israel Crohn (1925–2015) sichteten den Berg im Oktober 1956. Das Antarctic Names Committee of Australia (ANCA) benannte ihn nach Jeffrey Desmond Gleadell (* 1911), Koch auf der Mawson-Station im Jahr 1954.